# Tommie Falke
Tommie Falke (Emmen, 8 februari 1993) is een Nederlandse handbalspeler. 

## Biografie
Falke begon op 6-jarige leeftijd met handbal bij SVBO. Hij verliet SVBO op 12-jarige leeftijd en ging bij E&O spelen. Op 15-jarige leeftijd kwam hij al op in de eerste ploeg bij E&O en daar heeft hij 5 jaar in de eerste ploeg gespeeld. Hierna is Falke naar Hurry-Up gegaan. In 2019 verruilde hij het Hurry-Up voor het Belgische Sporting Pelt. Op 2 januari 2016 speelde Falke zijn eerste A-interland tegen Qatar.